# Oficyna Wydawnicza „Warmia”
Oficyna Wydawnicza „Warmia” – została założona w marcu 1993 w Olsztynie przez Mieczysława Nowaka i Jerzego Przerackiego. Wydaje wznowienia dzieł z serii „Pan Samochodzik” Zbigniewa Nienackiego, a także inne jego książki, oraz kontynuacje serii z Panem Samochodzikiem.